# Parque Nacional Great Sandy

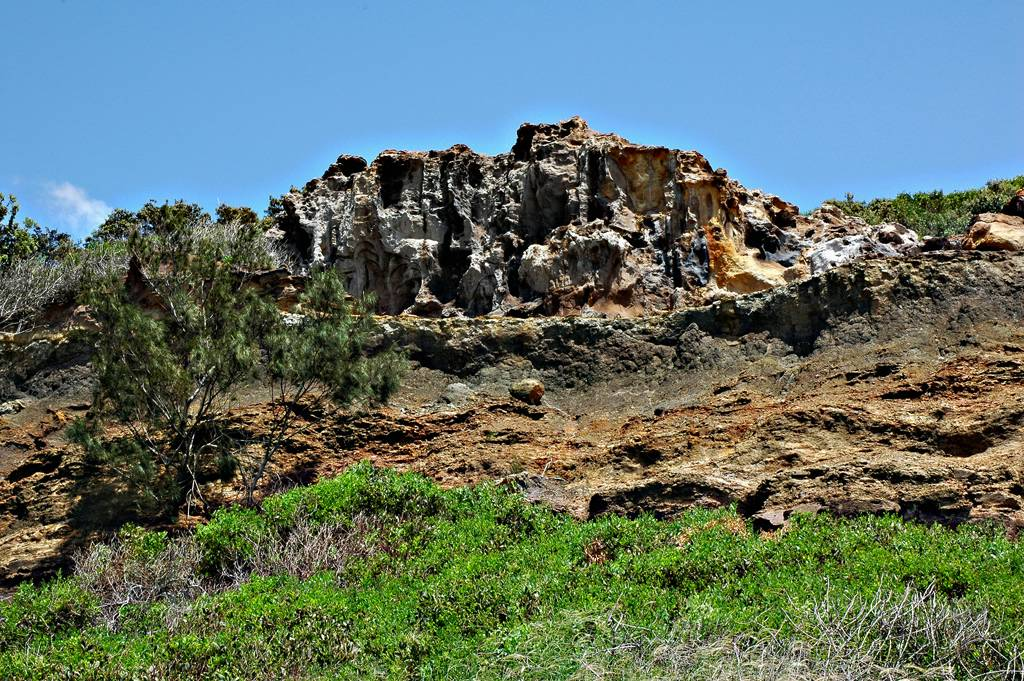
imagem do Parque Nacional Great Sandy

Great Sandy National Park é um parque nacional costeiro na região de Fraser Coast, Queensland, Austrália.

## Geografia
O parque possui praias intocadas, grandes dunas de areia, charnecas, florestas tropicais, pântanos, riachos, lagos de água doce e florestas de mangue.
O Great Sandy National Park é dividido em duas seções. A seção Cooloola Recreation Area está situada na costa entre Noosa Heads no sul e Rainbow Beach no norte e cobre 184,00 hectares (454,7 acre(s)s) . A seção Fraser Island (também conhecida como K'Gari e Gari) abrange quase toda a maior ilha de areia do mundo, situada ao norte de Rainbow Beach, cobrindo 56,000 hectares (138,38 acre(s)s) .

## Ambiente

### pássaros
A terra dentro do parque é classificada pela BirdLife International como Cooloola and Fraser Coast Important Bird Area porque abriga uma grande população de codornizes-de-peito-preto, bem como muitos maçaricos - do-mato e de praia, catbirds verdes, regent bowerbirds, mangue honeyeaters, e tordos amarelo-pálidos . Cooloola também abriga o papagaio terrestre oriental e tem uma das últimas populações costeiras de emu .

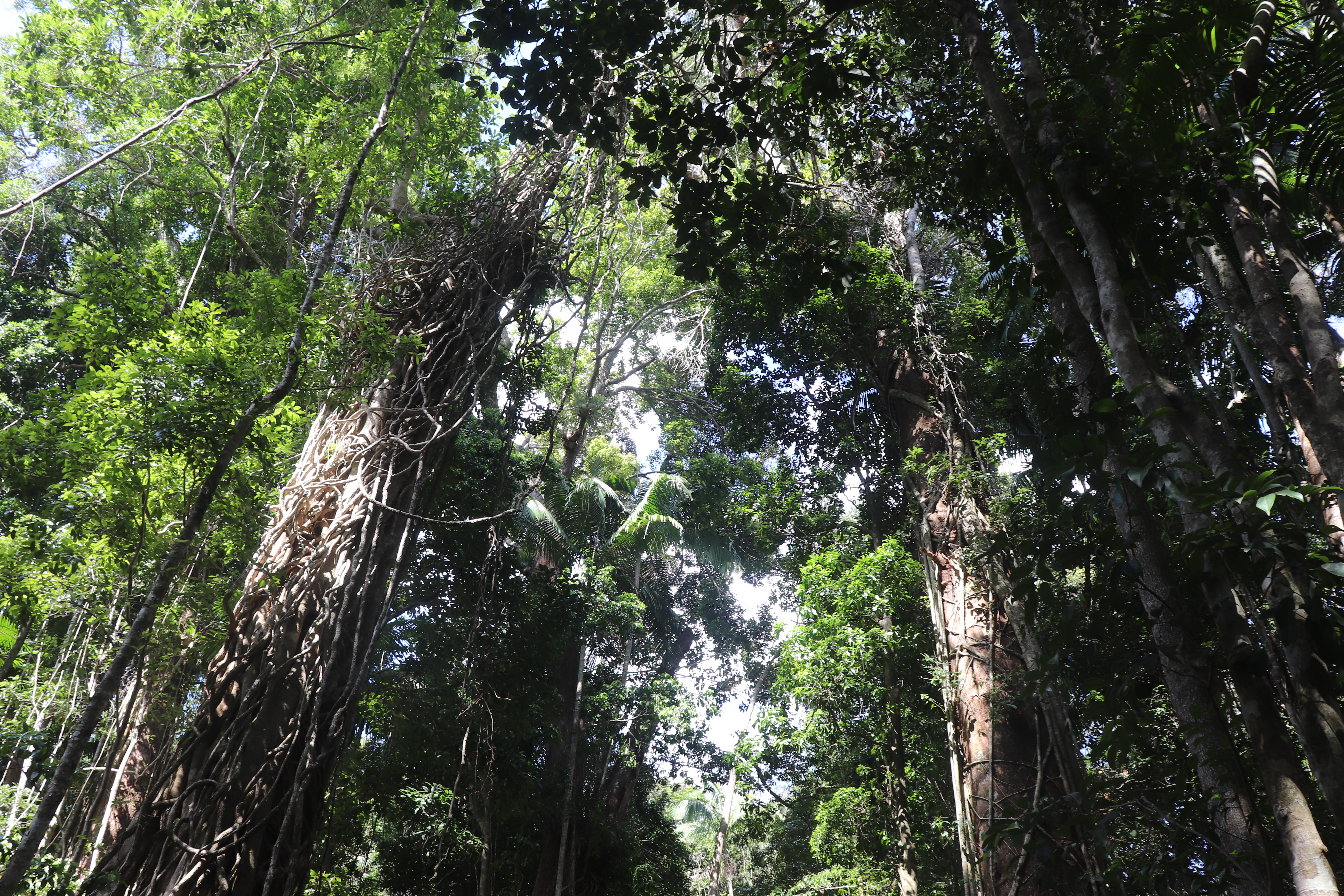
Olhando para uma floresta tropical no Great Sandy National Park, Cooloola, de frente para o leste

## Características
A seção Cooloola contém a Cooloola Great Walk, uma trilha de caminhada de cinco dias. Passeios de barco e canoagem ao longo do rio Noosa são atividades populares para os visitantes. Na Ilha Fraser é o 90 km de comprimento Fraser Island Great Walk . Lake Cootharaba oferece oportunidades de pesca, vela e canoagem.
Observação de baleias, pesca, passeios em veículos com tração nas quatro rodas e caminhadas pela mata também são atividades populares. O parque também apresenta dois naufrágios ; o SS e o Cherry Venture .
O único lugar no mundo onde uma alta floresta tropical cresce na areia é em Fraser Islsand. A ilha de areia tem falésias de areia coloridas em sua praia oriental e inúmeras trilhas para caminhadas, desde calçadões curtos até caminhadas mais longas, que atravessam ventos de areia .
A Ilha Fraser também tem mais de 100 lagos de água doce, incluindo o maior lago empoleirado do mundo, o Lago Boomanjin . Lake Wabby é um local popular para nadar e pescar.
Uma característica única do Great Sandy National Park são as areias coloridas, que são formadas por areia velha misturada com argila em uma massa consolidada. Os tons visíveis incluem vermelho, marrom e amarelo, que são um reflexo dos minerais ricos em ferro embutidos nas areias por milhares de anos e trazidos à superfície pelo vento e pela água que erodem a terra.

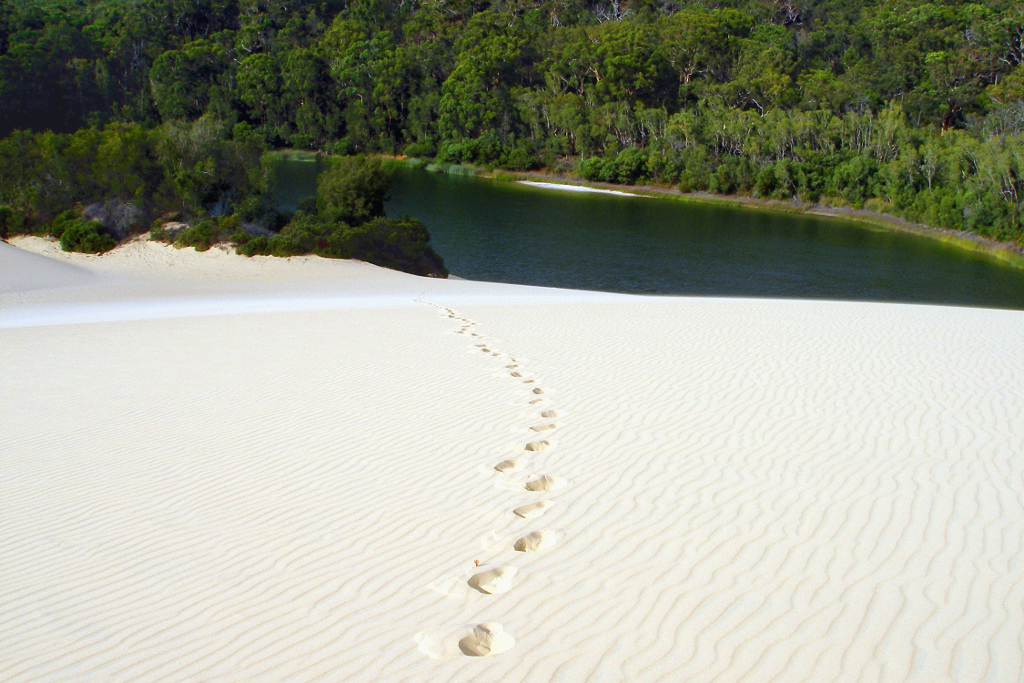
Lago Wabby

## Acesso
O acesso à Ilha Fraser requer, idealmente, um veículo 4x4 de alta folga. Partes da seção Cooloola também são inacessíveis sem tração nas quatro rodas. Os veículos que entram no parque precisam obter uma licença de veículo para Fraser Island e Cooloola Recreational Area. Ambas as seções têm inúmeras áreas de camping .

### Acampamento
As licenças são necessárias para acampar no parque. Cerca de 15 locais de acampamento estão na seção Cooloola. Somente motores elétricos e embarcações não motorizadas são permitidos após o Acampamento 3.

### Multas
Multas são emitidas por alimentar a população selvagem de dingos da Ilha Fraser ou por deixar comida ou lixo que possa atraí-los.